# Mario Cáceres
Mario Antonio Cáceres Gómez (Santiago del Cile, 17 marzo 1981) è un ex calciatore cileno, di ruolo attaccante.

## Carriera
Ha giocato nella massima serie del campionato cileno, portoghese e svizzero.
Con le cilene Universidad Concepción e Colo-Colo ha disputato alcune partite in Copa Libertadores e Copa Sudamericana. Conta anche 2 presenze nella Coppa UEFA 2005-2006 con l'Aris Salonicco, squadra che in quella stagione militava nella seconda serie greca.

## Palmarès

### Club

#### Competizioni nazionali
- Campionato cileno: 3

Colo-Colo: 1997 (Clausura), 1998, 2002 (Clausura)